# ماهيش غاولي
ماهيش غاولي (23 يناير 1980 بغوا في الهند - ) هو لاعب كرة قدم هندي في مركزي قلب الدفاع والدفاع. شارك مع منتخب الهند لكرة القدم. أما مع النوادي، فقد لعب مع نادي إيست بنغال ونادي تشرتشل براذرز ونادي ديمبو ونادي كوتشي لكرة القدم ‏ وMahindra United FC ‏.

## وصلات خارجية
- ماهيش غاولي على موقع الاتحاد الدولي (مؤرشف)  (الإنجليزية)
- ماهيش غاولي على موقع قاعدة بيانات كرة القدم.إي يو (الإنجليزية)
- ماهيش غاولي على موقع ناشيونال فوتبول تيمز (الإنجليزية)
- ماهيش غاولي على موقع Soccerway.com (الإنجليزية)
- ماهيش غاولي على موقع عالم كرة القدم.نت (الإنجليزية)